# Sincara eumeniformis
Sincara eumeniformis is een vlinder uit de familie wespvlinders (Sesiidae), onderfamilie Sesiinae.
Sincara eumeniformis is voor het eerst wetenschappelijk beschreven door Walker in 1856. De soort komt voor in het Neotropisch gebied.